# Французька коптська православна церква
Францу́зька ко́птська правосла́вна це́рква (фр. Métropole copte orthodoxe de France) — це автономна Коптська православна орієнтальна юрисдикція із центром у Франції.

## Історія
Коптська імміграція до Франції почалася ще в 1801 році після французького вторгнення в Єгипет, а значна імміграція відбулася після революції 1952 року в Єгипті.
Церква була канонічно заснована Папою Шенудою III 2 липня 1974 року як Французька коптська православна єпархія. 18 червня 1994 р. Папа Шенуда підняв статус єпархії до Французької коптської православної церкви, нового органу самоврядування (церква інтегрована до Александрійської церкви, але вважається автономною у питаннях управління). 
Церкву очолював митрополит Маркос до своєї смерті 11 травня 2008 р. Місце глави французької коптської православної церкви залишалося вакантним до інтронізації єпископа Атанасія, члена Священного Синоду Коптської православної церкви, до єпархії 16 червня 2013 року. Франкомовну коптську громаду зараз обслуговує митрополит Атанасій.

## Єпископи

### Предстоятель французької коптської православної церкви
- Маркос, митрополит Святої митрополії Тулонської та всієї Франції, предстоятель французької коптської православної церкви. (1974-2008)
- Атанасій, митрополит Святої митрополії Тулонської та всієї Франції, предстоятель французької коптської православної церкви. (2013-сьогодні)
  - Єпархіальний єпископ Святої Марсельської єпархії

### Єпархіальні Єпископи
- Марк, єпархіальний єпископ Святої єпархії Парижа та всієї Північної Франції
- Лука, єпархіальний єпископ Святої єпархії Женеви (Швейцарія) та Південної Франції